# Jean-Claude Dauphin
Jean-Claude Dauphin (født 16. marts 1948 i Boulogne) er en fransk skuespiller.
Dauphins farfar var en berømt digter ved navn Franc-Nohain. Gift i 1973 med Georges Ulmers datter, sangerinden Laura Ulmer.

## Filmografi
- Adolphe, où l'âge tendre af Bernard Toublanc-Michel , 1968
- Le témoin, 1969 med Claude Jade
- La mandarine , 1972 med Annie Girardot og Philippe Noiret
- Le choix des armes af Alain Corneau , 1981
- l'école de la chair af Benoît Jacquot 1998
- Pourquoi pas moi? (why not me?) 1999
- le deuxième souffle af Alain Corneau , 2007
- streamfield les carnets noirs , 2010
- Lea af Bruno Rolland , 2011